# جريس معوج الأغصان
الجُرَيس معوج الأغصان (باللاتينية: Campanula camptoclada) نوع نباتي ينتمي إلى جنس الجريس من الفصيلة الجريسية.

## الموئل والانتشار
موطنه بلاد الشام.